# Vautebis

Vautebis este o comună în departamentul Deux-Sèvres, Franța. În 2009 avea o populație de 118 de locuitori.